# Dronne
De Dronne is een rivier in het zuidwesten van Frankrijk, die via de Isle tot het stroomgebied van de Dordogne behoort.

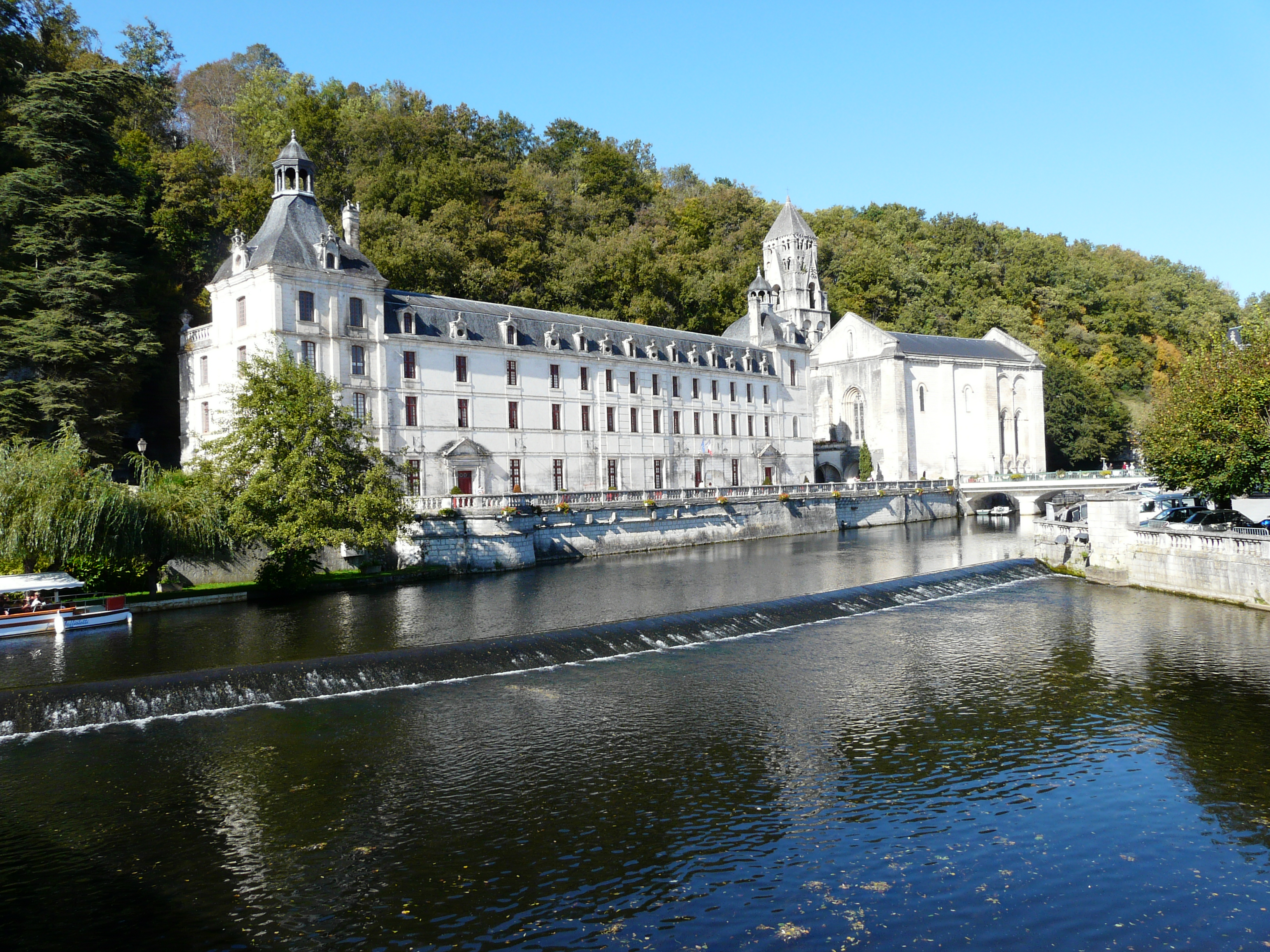
De Dronne bij de abdij van Brantôme

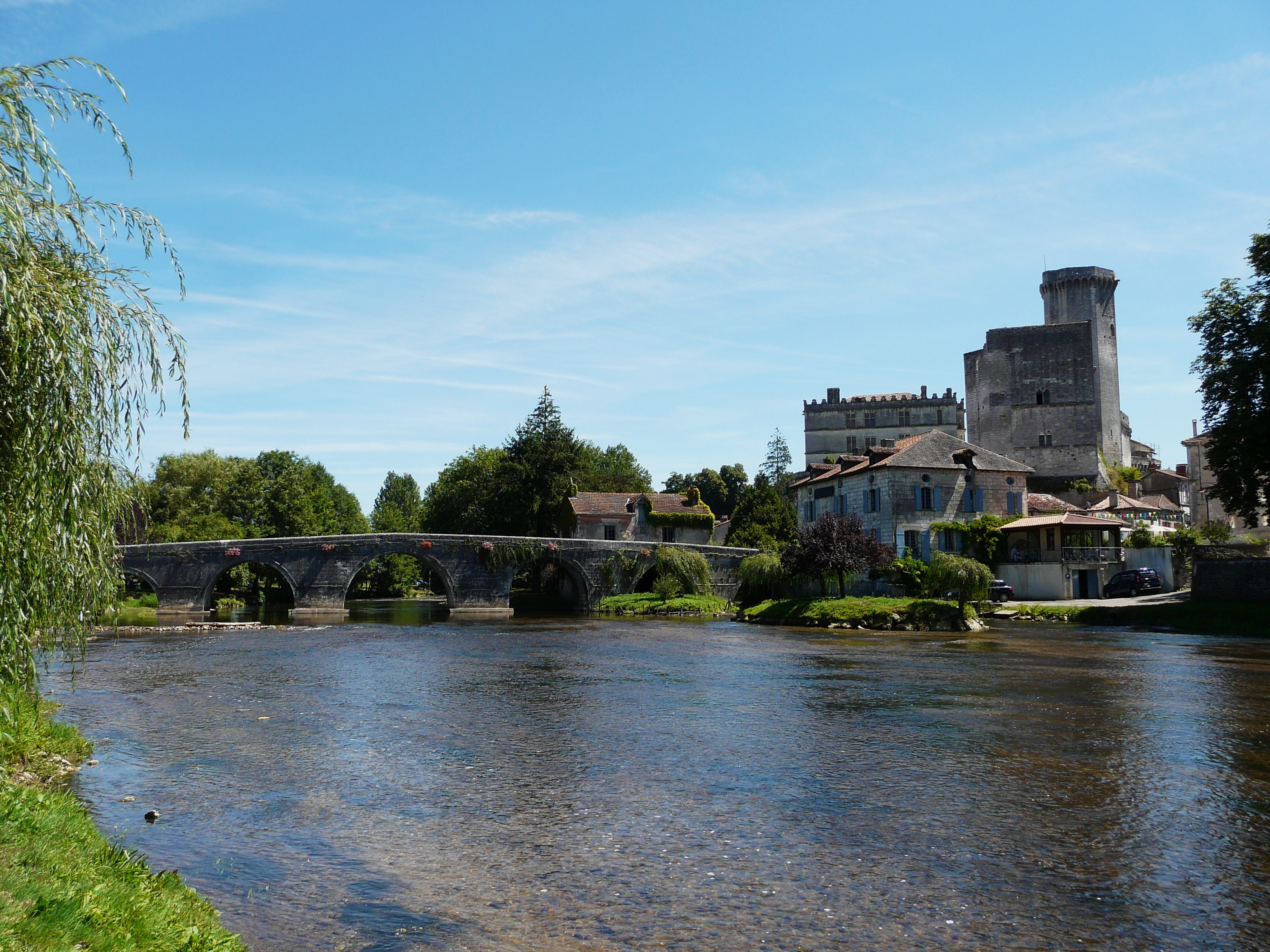
De Dronne in Bourdeilles

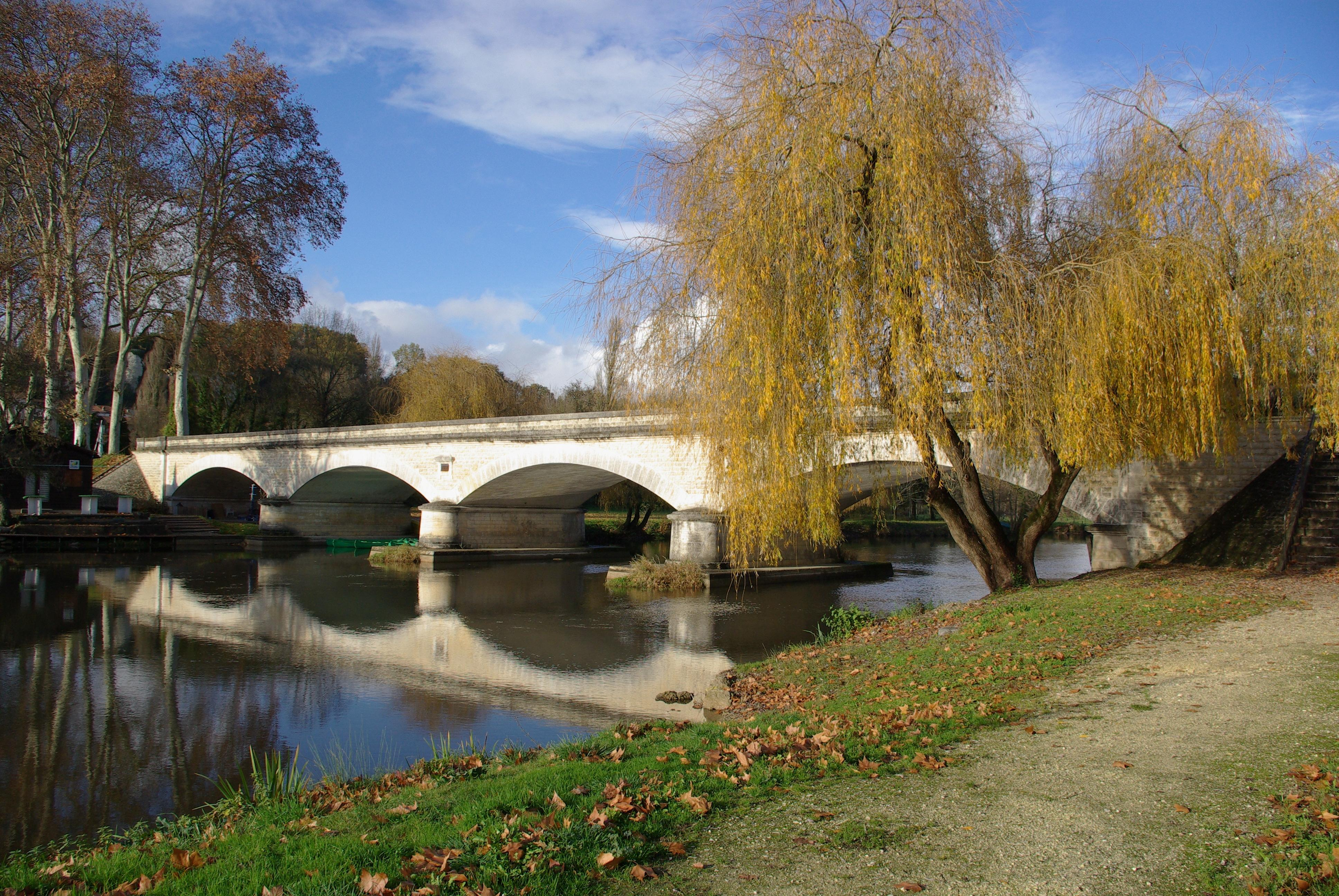
De Dronne in Aubeterre-sur-Dronne

## Loop
De Dronne ontspringt op 480 m hoogte in het Centraal Massief, departement Haute-Vienne, gemeente Bussière-Galant bij het plaatsje les Borderies.
Over twee kilometer vormt zij de grens tussen de voormalige regio's Limousin en Aquitanië (in 2016 opgegaan in Nouvelle-Aquitaine), om bij Firbeix het departement Dordogne in te stromen. Via Saint-Pardoux-la-Rivière, Saint-Front-la-Rivière, Quinsac en Champagnac-de-Belair gaat het naar Brantôme, waar de binnenstad op een 300 m lang eiland in de rivier ligt. Verder langs Valeuil,Bourdeilles, Lisle, Tocane-Saint-Apre en Ribérac om vervolgens over 7 km de grens tussen Aquitanië en Poitou-Charentes te vormen. Daarna stroomt zij het departement Charente in naar Aubeterre-sur-Dronne en Bonnes. Vanaf Saint-Aulaye tot Églisottes vormt de loop over 30 km een natuurlijke grens tussen Aquitanië et Poitou-Charentes, en waarbij de gemeenten: Saint-Aigulin, Chenaud, Parcoul en La Roche-Chalais worden aangedaan.
Vanaf les Églisottes stroomt de Dronne in het departement Gironde, door Coutras om even voorbij die stad in de Isle te stromen op 7 m hoogte.

## Hydrologie
De totale lengte bedraagt 200,6 km. Het stroomgebied is 2816 km² groot. Het gemiddeld debiet bedraagt 25,1 m³/s, maar vertoont grote verschillen volgens seizoen: van een maandgemiddelde van bijna 52 m³/s in februari daalt dit tot minder dan 5 m³/s in augustus, maar op 5 mei 1986 werd in Cotras een recorddebiet van 538 m³/s gemeten.

## Zijrivieren
Er zijn 62 waterlopen gecatalogeerd als zijrivieren van de Dronne, waarvan slechts 3 (de Côle, de Lizonne en de Tude) de naam "rivier" mogen dragen. De voornaamste zijn :
- de Côle
- de Boulou
- de Euche
- de Donzelle
- de Peychay
- de Lizonne, over het hoogste deel van haar traject ook "Nizonne" genaamd
- de Auzonne
- de Rizonne (of Rissonne)
- de Tude
- de Mame
- de Chalaure
- de Goulor

## Natuur
De benedenloop van de Dronne, van Brantôme tot de monding in Coutras, is beschermd als Natura 2000-gebied.
- Bibliothèque nationale de France: cb121942318 (data)
- Virtual International Authority File: 114144648594481627094